# Карамышево (Москва)
Кара́мышево — бывшая деревня, фактически ликвидированная в 1937 году при строительстве спрямления для Канала имени Москвы, а её территории вошли в состав Москвы в 1940-х годах. Находилась на территории современного района Хорошёво-Мнёвники.

## Происхождение названия
Деревня получила своё название от имени первого владельца. Фамилия Карамышевых происходит от татарина Карамыша, приехавшего в Москву в начале XV века из Орды на службу к Дмитрию Донскому. В основе фамилии лежит тюркское слово «gorumys» и обозначающее «защитивший, покровительствовавший, пощадивший», а на гербе дворянского рода нарисован золотой щит на камне.

## История
Первое упоминание о Карамышеве относится к 1646 году, когда деревня входила в состав дворцовой Хорошёвской волости, однако она возникла намного раньше. Деревня располагалась к северу от Мнёвников.
В XVIII—XIX веках Карамышево было небольшой деревней в 15 дворов с 87 жителями. Из-за близости к дворцовому селу Хорошёво деревня являлась государевым владением.
Во время Отечественной войны 1812 года французами были сожжены 7 из 18 крестьянских домов, разграблено имущество жителей. Жители сумели сохранить только две коровы и 14 лошадей. Крестьяне были вынуждены уйти из деревни для сбора милостыни.
В 1852 году по данным переписи в Карамышеве было 19 дворов, где проживали 53 мужчины и 60 женщин. На территории деревни работала текстильная фабрика, принадлежавшая Матвею Леонтьевичу Штису, где на трёх машинах вырабатывались краповые, запарные и верховые ситцы. Позднее рядом с деревней построили чулочную фабрику «Гоппер и Ко», где было занято 68 человек. Местные крестьяне зарабатывали на жизнь извозом (35 хозяйств из 40). На фабриках, расположенных рядом с деревней, работало всего 3 деревенских жителя.
К началу XX века в деревне было 33 хозяйства и 145 жителей.
К 1930-м годам Карамышево практически слилось с соседней деревней Мнёвники. В 1931 году из обоих деревень был организован колхоз «Всходы». Хозяйство, одно из крупнейших в округе, насчитывало 70 лошадей, значительная часть которых работала на стороне. Колхоз заключал договоры с московскими организациями на перевозку льда, вывоз отходов и тому подобное.
В это же время началось строительство Карамышевского гидроузла, чтобы поднять уровень воды в Москва-реке на участке от соединения канала с рекой у Щукина и Карамышева. Правительство планировало построить комплекс сооружений, среди них — бетонная плотина с гидроэлектростанцией и спрямляющий канал с однокамерным шлюзом. Архитектором гидроузла был А. М. Рухлядев.
При строительстве пришлось перенести около 100 домов и хозяйственных построек из деревень Карамышево и Мнёвники, их расположили на участках в 1,5 км от центра старого селения (в районе нынешних 74 и 77 кварталов Хорошёво-Мнёвников 55°46′19″ с. ш. 37°28′55″ в. д.). Эти работы начались в 1934 году. Здесь впервые перевозили дома целиком с помощью тележек и саней. В новом посёлке, большинство составили переселенцы из Мнёвников, поэтому он получил название Верхние Мнёвники, а посёлок за шлюзом соответственно Нижние Мнёвники. Таким образом деревня Карамышево фактически перестала существовать.
Карамышевский гидроузел был введен в эксплуатацию в 1937 году. Прилегающий район планировалось в дальнейшем использовать как зелёную зону Москвы с гидропарком и бульварами для гулянья, но задуманное не удалось осуществить.
В конце 1940-х годов территории Мнёвников и Карамышева вошли в состав Москвы и в дальнейшем стали районом массовой жилищной застройки, в 1959 году деревня Верхние Мнёвники перестала существовать.
Название «Карамышево» сохранилось за местностью к северу от шлюза и встречается на плане Москвы 1952 года. Для строительства Карамышевского гидроузла были построены бараки для заключённых лагерного пункта на базе Краснопресненской тюрьмы (ныне СИЗО № 3 «Красная Пресня»), входившей в систему Дмитровлага НКВД. В центре этой местности возвели семиэтажный жилой дом Наркомата водного транспорта при Шлюзе №9 (Дом НКВТ) для сотрудников гидроузла (улица Народного Ополчения, д. 9, к. 3 55°46′18″ с. ш. 37°28′22″ в. д.), архитектором был тоже Рухлядев. Уже к концу 50-х эта местность также была застроена.

## Память
Память о деревне Карамышево сохранилась в названиях:
- Карамышевская набережная
- Карамышевский проезд
- Карамышевский мост
- Новый Карамышевский мост
- Карамышевская ГЭС
- Карамышевское спрямление
- Карамышевский гидроузел (шлюз)